# Mogens Therkildsen
Mogens Benno Therkildsen (ur. 15 marca 1940 w Struer) – duński piłkarz występujący na pozycji bramkarza.

## Kariera klubowa
Therkildsen karierę rozpoczynał w sezonie 1959 w pierwszoligowym zespole Odense BK. W sezonie 1962 spadł z nim do drugiej ligi. W sezonie 1966 awansował z powrotem do pierwszej, ale po dwóch sezonach ponownie spadł do drugiej ligi. W 1973 roku odszedł do niemieckiego klubu Flensburg 08. W 1977 roku wrócił do Odense. W sezonie 1977 zdobył z nim mistrzostwo Danii, po czym zakończył karierę.

## Kariera reprezentacyjna
W reprezentacji Danii Therkildsen zadebiutował 26 września 1971 w wygranym 4:1 meczu Mistrzostw Nordyckich z Norwegią. W 1972 roku został powołany do kadry na Letnie Igrzyska Olimpijskie, zakończone przez Danię na drugiej rundzie. W latach 1971–1973 w drużynie narodowej rozegrał 15 spotkań.